# 古典の日
古典の日（こてんのひ）は、古典を顕彰する日本の記念日である。日付は11月1日。2012年に法制化された。
古典の日における古典の範囲には、例えば、漢詩、囲碁、クラシック音楽、海外文学の翻訳等のように諸外国で創造され日本で受け継がれたものや、武道などの身体文化、茶道、華道、書道その他の生活文化を含み、時代区分では明治期の作品を含む。同日から教育・文化週間が始まり、前後の時期に関連行事が行われる。

## 由来

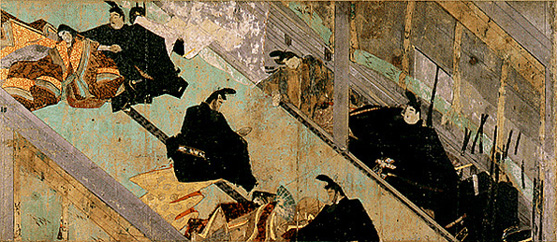
寛弘5年（1008年）11月1日に土御門殿で催された敦成親王（後の後一条天皇）誕生後の「五十日の祝い」の宴席場面。左衛門督・藤原公任（画面右、室内を眺めやる人物）が「あなかしこ、此のわたりにわかむらさきやさふらふ（恐れ入りますが、この辺りに若紫は居られませんか）」と酔態で戯れに尋ねる。『紫式部日記絵巻』より（五島美術館蔵）

紫式部日記の寛弘5年11月1日（1008年12月1日）の記述に、源氏物語の作者紫式部に対して、藤原公任が「あなかしこ、このわたりに若紫やさぶらふ」（そういえば、このあたりに若紫の姫君がいらっしゃるのでは）と語りかけたとある。「若紫」とは源氏物語の登場人物であることから、この記述は日本を代表する古典文学である源氏物語が歴史上はじめて記録されたものであることを根拠としている。
このため、作家の瀬戸内寂聴、茶道裏千家前家元・千玄室（呼びかけ人代表）などが呼びかけ人となり、記述の日から千年目に当たる2008年（平成20年）の前年、2007年（平成19年）1月に京都府などを中心に立ち上げられた源氏物語千年紀委員会が、11月1日を古典の日とすることを提案した。2008年11月1日に記念式典を開催し、古典の日が宣言された。

## 法制化
2012年（平成24年）、福田康夫元首相を会長とする超党派の「古典の日」推進議員連盟が3月に発足し、本格的に法制化へ動き出した。古典の日を祝日ではなく、国の制定する記念日とする法案が8月に議員立法で提出され、9月に施行された。
- 8月24日
  - 衆議院文部科学委員会の全会一致により法案を発議。
  - 衆議院本会議にて全会一致で可決、参議院に送付。
- 8月28日 - 参議院文教科学委員会にて全会一致で可決。
- 8月29日 - 参議院本会議にて全会一致で可決、成立[7]。
- 9月5日 - 公布、施行。

### 古典の日に関する法律
古典の日に関する法律は、古典の日の目的（第1条）と内容（第3条）、古典の日における古典の定義（第2条）を定める。

第1条
この法律は、古典が、我が国の文化において重要な位置を占め、優れた価値を有していることに鑑み、古典の日を設けること等により、様々な場において、国民が古典に親しむことを促し、その心のよりどころとして古典を広く根づかせ、もって心豊かな国民生活及び文化的で活力ある社会の実現に寄与することを目的とする。
第2条
この法律において「古典」とは、文学、音楽、美術、演劇、伝統芸能、演芸、生活文化その他の文化芸術、学術又は思想の分野における古来の文化的所産であって、我が国において創造され、又は継承され、国民に多くの恵沢をもたらすものとして、優れた価値を有すると認められるに至ったものをいう。
第3条
1. 国民の間に広く古典についての関心と理解を深めるようにするため、古典の日を設ける。
2. 古典の日は、十一月一日とする。
3. 国及び地方公共団体は、古典の日には、その趣旨にふさわしい行事が実施されるよう努めるものとする。
4. 国及び地方公共団体は、前項に規定するもののほか、家庭、学校、職場、地域その他の様々な場において、国民が古典に親しむことができるよう、古典に関する学習及び古典を活用した教育の機会の整備、古典に関する調査研究の推進及びその成果の普及その他の必要な施策を講ずるよう努めるものとする。

## イベント
2008年11月1日、源氏物語千年紀を記念して古典の日が宣言され、式典が上皇明仁・上皇后美智子臨席のもと国立京都国際会館で行われた。翌年3月、古典の日推進委員会が源氏物語千年紀委員会から改組されて発足した。
同委員会による古典の朗読コンテストが2009年から行われているほか、各地で古典にちなんだイベントや公演、図書館での催し物などが行われている。